# Who You Are (пісня Pearl Jam)
«Who You Are» (укр. Хто ти є) — пісня американського рок-гурту Pearl Jam, перший сингл з альбому No Code (1996).

## Історія створення
Авторами музики стали вокаліст Pearl Jam Едді Веддер, барабанщик Джек Айронс та гітарист Стоун Ґоссард. Композиція побудована навколо перкусійного ритмічного малюнку, який Айронс створив під впливом від барабанного соло Макса Роуча, яке він почув ще малим. Мелодія та гітарні партії схожі на музику Близького Сходу, а Едді Веддер навіть зіграв на електроситарі.
Вважалося, що Едді Веддер надихався нещодавньою співпрацею із пакистанським співаком Нусратом Фатехом Алі Ханом під час запису саундтреку до фільму «Мрець іде». Проте Веддер це заперечував, наголошуючи, що гурт лише скористався можливістю поекспериментувати. Більш того, музиканти вибрали саме цю пісню як перший сингл з нового альбому, бо хотіли зупинити комерційне зростання Pearl Jam та залишити серед своїх шанувальників лише найвідданіших слухачів.

## Вихід пісні
«Who You Are» стала першим синглом з альбому. На зворотній стороні вінілової платівки вийшла інша пісня з No Code «Habit». В серпні «Who You Are» потрапила до основного американського пісенного чарту Billboard Hot 100 і досягла в ньому 31 місця. Окрім цього композиція піднялась на п'яте місце в хіт-параді Mainstream Rock, а також очолила чарт Alternative Airplay.
Щодо інших країн, «Who You Are» потрапила до 20 найкращих пісень у Великій Британії, піднялась до п'ятірки популярніших пісень в Австралії та Фінляндії, і досягла верхівки чарту Canada Rock/Alternative.

## Довідкові дані

### Список пісень на синглі
1. «Who You Are» — 3:51
2. «Habit» — 3:36[5]

## Місця в хіт-парадах
| Хіт-парад (1996)                          | Найвища позиція |
| ----------------------------------------- | --------------- |
| Австралія (ARIA)                          | 5               |
| Canada Top Singles (RPM)                  | 4               |
| Canada Rock/Alternative (RPM)             | 1               |
| Europe (Eurochart Hot 100)                | 48              |
| Фінляндія (Suomen virallinen lista)       | 2               |
| Ірландія (IRMA)                           | 19              |
| Нідерланди (Dutch Top 40)                 | 34              |
| Нідерланди (Mega Single Top 100)          | 47              |
| Нова Зеландія (RIANZ)                     | 17              |
| Норвегія (VG-lista)                       | 7               |
| Шотландія (Official Charts Company)       | 14              |
| Швеція (Sverigetopplistan)                | 26              |
| Велика Британія (Official Charts Company) | 18              |
| США (Billboard Hot 100)                   | 31              |
| США (Alternative Songs) (Billboard)       | 1               |
| США (Mainstream Rock) (Billboard)         | 5               |